# Pallywood
Pallywood is de naam van een korte documentaire uit 2005, geproduceerd door de Amerikaanse historicus en zichzelf "pro-Israel leftist" noemende Richard Landes, die beweert dat Palestijnse videojournalisten gebeurtenissen ensceneren om Israëls politiek in een slecht daglicht te stellen. Landes gelooft dat dit soort propaganda al begon in de oorlog in Libanon in 1982.
De term Pallywood heeft sindsdien terrein gewonnen. Ze refereert aan de algemene aantijging dat veel gebeurtenissen door Palestijnse en Arabische cameramensen en videoteams zijn geënsceneerd, soms gebruik makend van uitrusting van westerse nieuwsagentschappen, en dat de resulterende beelden voor internationaal gebruik naar deze agentschappen worden gestuurd.
Deze aantijgingen laten het belang zien van beide kampen in het Arabisch-Israëlisch conflict van het winnen van de media-oorlog door journalisten van beelden te voorzien die slechts hun kant van het verhaal tonen. De omvang en impact van zulke vermeende manipulatie zijn in hoge mate controversieel.

## Voorbeelden
- aantijgingen dat rellen pas begonnen nadat de pers is gearriveerd[3]
- beweerde falsificatie van de dood van Muhammad al-Durrah in september 2000[4],[5]
- beweerde verwondingen door Jamal al-Dura (vader Muhammad) tijdens hetzelfde incident in september 2000[6]
- beweerde geënsceneerde foto's na de Slag bij Jenin in 2002[7]
- beweerde geënsceneerde begrafenisoptochten en gewonden[8]
- beweerde geënsceneerde foto's en fotomanipulatie van de Israëlisch-Libanese oorlog van 2006 door de Libanese fotograaf Adnan Hajj, die hierna ontslagen werd door Reuters[9]